# Pont roman de Chambon-sur-Voueize
Le pont roman de Chambon-sur-Voueize est un pont en arc français qui franchit la Voueize à Chambon-sur-Voueize, dans le département de la Creuse, en région Nouvelle-Aquitaine.
Il fait l'objet d'une protection au titre des monuments historiques.

## Situation
Dans le quart nord-est du département de la Creuse, le pont roman franchit la Voueize à l'ouest du bourg de Chambon-sur-Voueize, unissant celui-ci en rive gauche au faubourg de Limoges en rive droite. À cet endroit, la Voueize sort de gorges resserrées entre des coteaux pouvant s'élever jusqu'à 70 mètres au-dessus du cours d'eau. 

## Historique et architecture
Ce pont médiéval date des XIVe et XVe siècles ; d'une quarantaine de mètres de long, il est composé de trois travées avec deux arches romanes en plein cintre (à l'ouest et au centre) et une arche légèrement ogivale gothique à l'est. L'arche centrale, plus haute que les autres, entraîne une brisure du tablier et des becs triangulaires protègent chacune des piles.

## Protection
Le pont est classé au titre des monuments historiques par arrêté  du 21 mars 1958.

## Galerie de photos

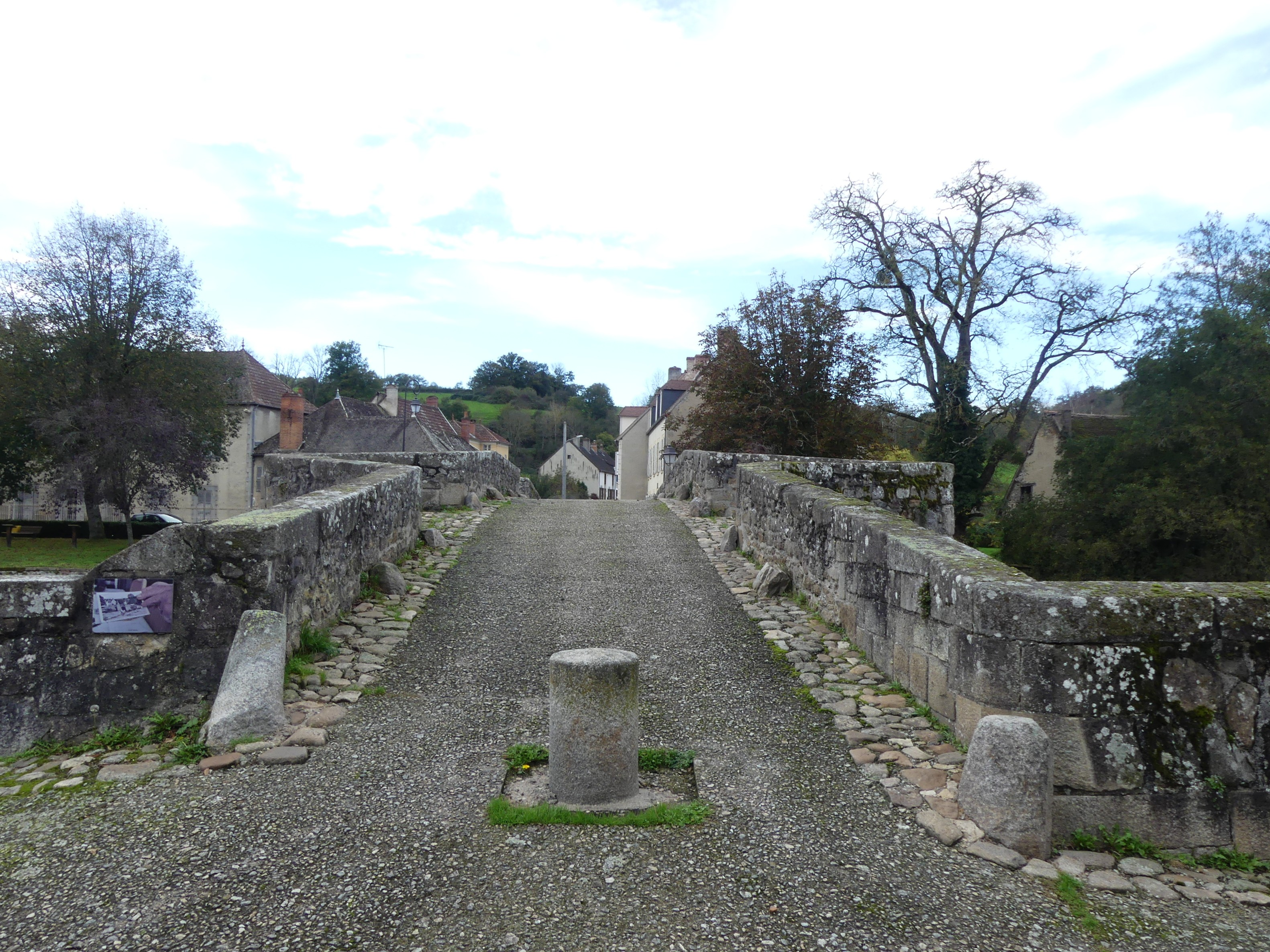
La chaussée du pont.
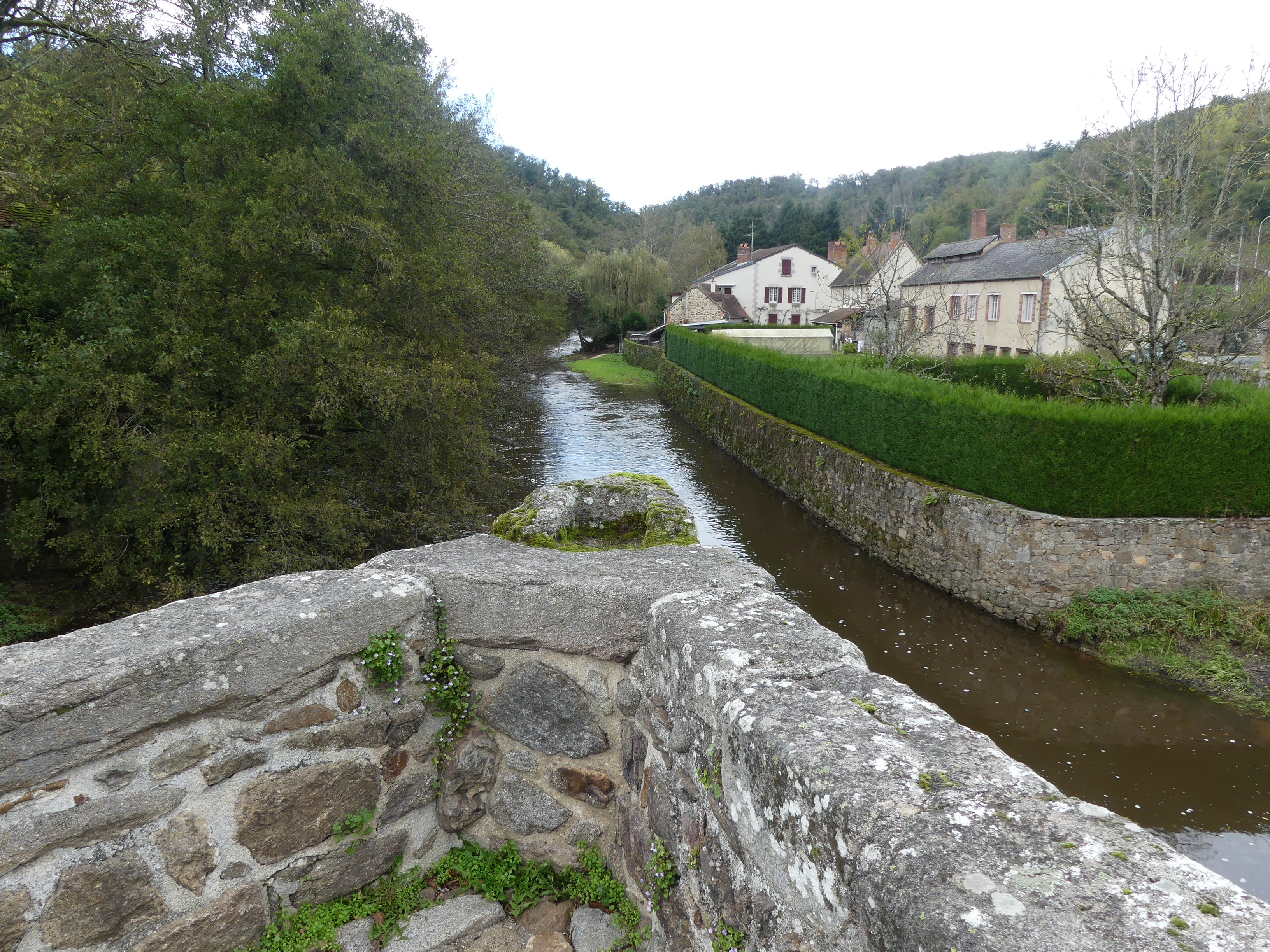
La Voueize vue depuis un des avant-becs du pont.